# Super Sports Network
Der Sportsender Super Sports Network TV (SSN TV) wurde im Sommer 2007 mit fast einjähriger Verspätung gestartet. Der Sender wollte sich auf Sportarten spezialisieren, die heute in der deutschen Fernsehlandschaft keine oder nur unzureichende Beachtung finden. So wollte SSN TV ein Sport-Vollprogramm senden, welches Archivmaterial aus den Bereichen Fußball, Handball und Basketball umfasst. Aktuelle Sportereignisse kommen aus dem Bereich Motorsport, Tennis, Badminton, Beachvolleyball, Kajak, Klettern, Snowboarden, Surfen und BMX. Weitere Sendelizenzen hat man sich in den Bereichen Golf, Segeln, Reiten, Leichtathletik, Schwimmen, Gymnastik, Baseball, Rugby und Cricket gesichert. Neben Fitness- und Wellness-Programmen werden auch Sportnachrichten sowie das Sportwetter präsentiert. Abgerundet wird das Sendeprofil durch Berichte über Sportfachmessen und Porträts von bekannten Sportlerpersönlichkeiten. 
Zunächst war der Start für Ende Oktober 2006 vorgesehen, dann für Anfang Februar 2007, auch dieser Termin wurde verschoben. Die Landesanstalt für Medien (LfM) aus Nordrhein-Westfalen erteilte die Sendelizenz zunächst bis zum Jahre 2016. Finanziert wird der Sender durch Werbung, auf Klingelton- und Erotikwerbung sowie auf Call-In-Shows wollte man beim Super Sports Network jedoch verzichten.
Der Sendebetrieb wurde im Dezember 2009 eingestellt. Nach Angaben der Kommission zur Ermittlung der Konzentration im Medienbereich handelt es sich um eine vorläufige Maßnahme.

## Allgemeine Infos
Start:   Sommer 2007
Verbreitung:    Über die Eutelsat-Plattform Kabelkiosk, im Kabel, IP-TV und per Handystream. Später ist eine Verbreitung im Free-TV angestrebt.
Inhalt:            Spartensender mit einem Sportvollprogramm (24 Stunden täglich nationale und internationale Sportereignisse)
Sendelizenz:   Wurde am 15. September 2006 von der Landesanstalt für Medien (LfM) NRW für die Dauer von 10 Jahren erteilt
Standort: Köln
Eigentümer:   Die „B.E.S.T. Broadcast Entertainment & Sports Television, Inc.“ hält 100 % der Anteile an Super Sports Network.